# Mary Birdsong
Mary Birdsong (18 de abril de 1968) es una actriz, comediante, escritora y cantante estadounidense.

## Vida y carrera
Tiene cuatro hermanas. Interpretó el papel de "Kai Mitchell", junto a George Clooney en la película de Alexander Payne Los descendientes. Es más conocida por su papel como diputada Cherisha Kimball en la serie de Comedy Central Reno 911!. También es conocida por su imitación de Judy Garland. Es una excorresponsal de The Daily Show y Crossballs. Como actriz de voz, ha aparecido en series de animación como Stroker and Hoop y Harvey Birdman, Attorney at Law, así como el videojuego más vendido Grand Theft Auto: Vice City. Es lectora de la versión en audiolibro del libro de 2007 de Bridie Clark, Because She Can. Canta en las bandas de rock Cottonhead y 99 Cent Whore.

### Broadway y teatro en vivo
Desde julio de 2006 hasta enero de 2007, Birdsong actuó en la comedia musical Martin Short: Fame Becomes Me, junto a Martin Short, Marc Shaiman, Nicole Parker, Brooks Ashmanskas y Capathia Jenkins. En 2007, ganó un Premio Theater World por su actuación. El 29 de enero de 2008, Birdsong se unió al elenco del musical de Broadway, Hairspray. Interpretó el papel de Velma Von Tussle, la intolerante, madre agresiva de teatro y productora de televisión. Birdsong abandonó la producción el 6 de abril de 2008. Luego, interpretó su espectáculo de una mujer 3 Days in the Tub: A Mama Drama en Los Ángeles en el Comedy Central Stage (septiembre de 2010) y la Fake Gallery (noviembre de 2010) y en Nueva York en el Joe's Pub (enero de 2011),[cita requerida] antes de ir a San Francisco para interpretar a Mona Ramsey en la adaptación de ACT de Tales of the City de Armistead Maupin.
Mary, junto con el autor Justin Halpern (Shit My Dad Says) y la comediante Jen Kober (American Reunion), actuaron como miembro del elenco de mayo de 2012 de Don't Tell My Mother! (Live Storytelling), una escaparate comedia basada en Los Ángeles.

## Filmografía
| Título                                  | Año       | Personaje                            | Notas                                                          |
| --------------------------------------- | --------- | ------------------------------------ | -------------------------------------------------------------- |
| Live on Tape                            | 1996      | Varios                               | Serie de TV                                                    |
| Welcome to New York                     | 2000      | Connie                               | Serie de TV (episodios desconocidos)                           |
| Loomis                                  | 2001      |                                      | (episodio piloto)                                              |
| Grand Theft Auto: Vice City             | 2002      | Michaela Carapadis/Jenny Louise Crab | Voz; videojuego                                                |
| Contest Searchlight                     | 2002      | Alicia                               | Serie de TV                                                    |
| Late Friday                             | 2002      | Janet Lamé                           | 1 episodio                                                     |
| The Daily Show                          | 2002      | Corresponsal                         | Serie de TV                                                    |
| Ed                                      | 2003      | Lisa Barnes                          | 1 episodio                                                     |
| Little Bill                             | 2003      | Valencia                             | 1 episodio                                                     |
| Crossballs: The Debate Show             | 2004      | Varios Personajes                    | 13 episodios                                                   |
| Stroker and Hoop                        | 2005      | Angel                                | 8 episodios                                                    |
| Harvey Birdman, Attorney at Law         | 2005      | Chibo                                | Voz; 1 episodio                                                |
| Reno 911!                               | 2005–08   | Diputado Cherisha Kimball            | Serie de TV                                                    |
| Beer League                             | 2006      | Rhonda                               |                                                                |
| Tak and the Power of Juju               | 2007      | Killjoy Juju                         | Serie de TV animada                                            |
| Made of Honor                           | 2008      | Sharon                               |                                                                |
| Suburban Shootout                       | 2008      |                                      | Piloto de HBO no emitido                                       |
| Adventureland                           | 2009      | Francie                              |                                                                |
| Halloween II                            | 2009      | Nancy McDonald                       |                                                                |
| High School                             | 2010      | Mrs. Gordon                          |                                                                |
| It's Kind of a Funny Story              | 2010      | Esposa de Bobby                      |                                                                |
| Killers                                 | 2010      | Jackie Vallero                       |                                                                |
| T.U.F.F. Puppy                          | 2010      | Snowflake                            | Voz; 1 episodio                                                |
| Shake It Up                             | 2011      | Squitza Hessenheffer                 | Disney Channel Original Series Episodio: "Vatalihootsit It Up" |
| Los descendientes                       | 2011      | Kai                                  |                                                                |
| Raising Hope                            | 2012      | Alcalde Suzie Hellmann               | 1 episodio                                                     |
| Rise of Nightmares                      | 2011      | Jane                                 | Voz                                                            |
| Crash & Bernstein                       | 2012–2014 | Mel Bernstein                        | Disney XD Original Series Rol recurrente                       |
| Percy Jackson y el mar de los monstruos | 2013      | Gray Sister                          |                                                                |